# Cyrtopogon bigelowi
Cyrtopogon bigelowi là một loài ruồi trong họ Asilidae. Cyrtopogon bigelowi được Curran miêu tả năm 1924. Loài này phân bố ở vùng Tân Bắc giới.